# ГЕС Торріте
ГЕС Торріте (італ. Centrale idroelettrica di Torrite) — гідроелектростанція на півночі центральної частини Італії, яка використовує ресурси зі сточища Серкьо (третя за довжиною річка в Тоскані, котра впадає в Лігурійське море на околиці Пізи).
У районі розміщення станції Серкьо тече в гірській долині з півночі на південь, приймаючи праві притоки Серкьо-ді-Грамолаццо, Едрон та Секка, на яких відповідно створені водосховища Грамолаццо, Ваглі та Ізола-Санта. Найбільшим серед них є водосховище Ваглі, яке утримує арково-гравітаційна гребля висотою 95 метрів та довжиною 150 метрів, котра потребувала 180 тис. м3 матеріалу. Її спорудили у 1941—1946 роках та наростили на початку 1950-х.
При проєктному максимальному рівні у 560 метрів НРМ сховище має об'єм 34 млн м3 (корисний об'єм 31,6 млн м3). Проте на початку 1960-х, після катастрофи на греблі Вайонт (споруджена в Альпах для використання в роботі ГЕС Санта-Массенца), рівень обмежили позначкою 530 метрів НРМ, що означало зменшення корисного об'єму на 82 %. Надалі за результатами спостережень та досліджень за станом споруди дозволений рівень поступово збільшували та довели його до 555 метрів НРМ (еквівалентне втраті лише 20 % корисного об'єму).
Водосховище Ваглі стало популярним туристичним об'єктом завдяки затопленому селу Фабріке-ді-Кареджине. При осушенні водосховища для періодичних регламентних робіт (таке відбувалось у 1958, 1974, 1983 та 1994 роках) будівлі затопленого села опиняються на поверхні, для споглядання чого збирається велика кількість відвідувачів (до 1 млн осіб).
Окрім прямого стоку, до водосховища Ваглі перекидається вода з півночі, зі згаданого раніше водосховища Грамолаццо, після чого накопичений ресурс спрямовується далі у південно-східному напрямку до машинного залу, розташованого за 6 км від Ваглі у нижній частині долини Секка. До тунелю від Ваглі приєднується інший, яким подається додатковий ресурс із потоків Трава, Мадонно, Інферно, Каприккья, Челла, Ремондіна, Бурроне, а також з іншого відзначеного вище водосховища у верхній течії Секка — озера Isola Santa, при якому працює насосна станція.
Описана вище схема створює напір до 290 метрів, який використовують встановлені у машинному залі три турбіни типу Френсіс потужністю по 27 МВт, здатні виробляти 118 млн кВт·год електроенергії на рік.
Видача продукції відбувається по ЛЕП, що працює під напругою 130 кВ.